# Dicranella denticulata
Dicranella denticulata är en bladmossart som beskrevs av Jules Cardot och Potier de la Varde in Potier de la Varde 1922. Dicranella denticulata ingår i släktet jordmossor, och familjen Dicranaceae. Inga underarter finns listade i Catalogue of Life.